# 复兴堡
国民党台湾党部旧址—复兴堡，位于中国福建省永安市燕西街道文龙村，為中國國民黨臺灣省黨部舊址。原为清代中期始建的方形土堡，占地面积1979.6平方米。抗战时期，先后在此设立福建省中央银行、福建省邮政管理局。1943年11月至1945年11月，中国国民党中央直属台湾党部奉命从漳州迁设于此。2009年11月16日公布为第七批福建省文物保护单位。2013年3月5日作为永安抗战旧址群的子项公布为第七批全国重点文物保护单位。